# Aphrosylus rossii
Aphrosylus rossii är en tvåvingeart som beskrevs av Rampini 1982. Aphrosylus rossii ingår i släktet Aphrosylus och familjen styltflugor.
Artens utbredningsområde är Sierra Leone. Inga underarter finns listade i Catalogue of Life.